# Elaine Marley
Elaine Marley–Threepwood is een personage uit de "Monkey Island"-reeks, een grafisch click&play avonturenspel waarvan delen uitgebracht zijn door "LucasArts", "Telltale Games" en Terrible Toybox. Elaine is een van de hoofdpersonages uit de reeks.
Hoewel ze in The Secret of Monkey Island eerder een harteloze gouverneur is, evolueert haar karakter in latere spellen. Ze wordt eerst de vriendin, daarna verloofde en uiteindelijk echtgenote van Guybrush Threepwood.

## Rol van Elaine Marley in de verschillende spellen

### Monkey Island 1: The Secret of Monkey Island
Elaine is gouverneur van de fictieve eilanden "Mêlée", "Booty" en "Plunder". Ze heeft een aanbidder: de piraat LeChuck. Elaine is niet in hem geïnteresseerd. Daarom antwoordde ze ooit op zijn huwelijksaanzoek: "LeChuck, val dood." Uit bewondering heeft LeChuck dat dan ook maar gedaan. Nu is LeChuck terug in de vorm van een geest. Hij ontvoert Elaine in de hoop dat ze nu wel met hem wil trouwen en zodoende zijn ondode bruid wordt. Dankzij hulp van Guybrush Threepwood wordt de geest van LeChuck door middel van een voodoo-ritueel vernietigd. Uit de slotscène kunnen we afleiden dat Elaine en Guybrush op elkaar verliefd zijn.

### Monkey Island 2: LeChuck's Revenge
De rol van Elaine is in dit deel beperkt.
In de intro van het spel hangt Guybrush aan een touw in een put. Even later komt Elaine via een ander touw de put in. Elaine vraagt aan Guybrush waarom hij daar hangt. Guybrush begint aan zijn verhaal. Op dat ogenblik begint het effectieve spel.
Tijdens het spel ontmoet Guybrush Elaine in haar ambtswoning nadat hij een kaart van haar heeft gestolen. Daar wordt het duidelijk dat hun relatie al enige tijd over is. Guybrush tracht het weer goed te maken, maar door een verkeerde woordkeuze gaat Elaine kwaad weg.
Net voor het laatste deel van het spel valt Guybrush in een kuil en kan hij zich vasthouden aan een touw. Het scherm wordt even zwart en dan zien we Guybrush en Elaine terug samen in de put.
Op het einde van het spel zien we Guybrush en LeChuck als kleine jongens. Het lijkt erop dat hele gebeuren zich afspeelde in de fantasiewereld van kinderen. De twee jongens gaan samen met hun ouders naar buiten. Even later lichten de ogen van LeChuck groen op. Daarna begint de aftiteling. Tijdens de credits komt Elaine nog een paar keer in beeld. Zij insinueert dat LeChuck een voodoo-spreuk heeft uitgesproken over Guybrush. Daardoor denkt Guybrush dat hij een kleine jongen is en dat LeChuck zijn broertje is. Uit een visioen dat Guybrush tijdens het spel had, blijkt dat zijn ouders al langer zijn overleden.

### Monkey Island 3: The Curse of Monkey Island
LeChuck heeft Plunder Island aangevallen. Hij hoopt nog steeds dat Elaine met hem wil trouwen. Elaine realiseert dat Guybrush de enige ware liefde voor haar is. Guybrush heeft een verlovingsring voor Elaine, maar deze is vervloekt waardoor Elaine in een gouden standbeeld verandert wanneer ze de ring rond haar vinger doet. Guybrush zoekt een oplossing om de vloek ongedaan te maken. Daarna ontvoert LeChuck Elaine en neemt haar mee naar het pretpark "Carnival of the Damned". LeChuck wordt bedolven onder tonnen ijs. We zien net voor het einde van het spel een boot met daarop Guybrush en Elaine. Aan de boot hangt een bord: "Net getrouwd".

### Monkey Island 4: Escape from Monkey Island
Drie maanden later komt het koppel terug van huwelijksreis. Elaine blijkt doodverklaard te zijn. De verkiezingen zijn reeds gestart en de enige kandidaat is Charles L. Charles. Deze laatste wint de verkiezingen en blijkt LeChuck te zijn die ontsnapt is uit de ijsmassa. Uiteindelijk kunnen ze hem via een voodoo-ritueel uitschakelen. Guybrush heeft ondertussen de grootvader van Elaine teruggevonden. Hij was al jaren vermist. Elaine vraagt haar grootvader of hij geen gouverneur wil zijn zodat zij en Guybrush op avontuur kunnen.

### Monkey Island 5: Tales of Monkey Island
Omwille van een "mislukt" voodoo-ritueel is LeChuck weer een gewone man en is hij van het kwade verlost. "Het Kwade" zit nu wel in de wolken rondom de Caraïben en infecteert mensen met "de pokken van LeChuck".
Terwijl Guybrush een oplossing zoekt om de pokken tegen te gaan, brengt de menselijke LeChuck de apen terug naar een eiland. LeChuck had deze dieren ontvoerd voor een verboden voodoo-ritueel. Elaine reist met LeChuck mee en het ziet ernaar uit dat er een romance tussen de twee ontstaat.
Elaine geraakt geïnfecteerd en "neemt het kwade van LeChuck" in zich. Omwille van de pokken gooit ze ook roet in de rechtszaak tegen Guybrush (die voor van alles terechtstaat) zodat deze laatste in de gevangenis belandt.
Elaine wordt ook ontvoerd door dokter Markies de Singe. De dokter heeft ontdekt dat er in de pokken een vocht zit dat je onkwetsbaar maakt. Guybrush vindt een manier om de ziekte te bestrijden. Als gevolg wordt LeChuck weer een kwade zombie-piraat. Hij steekt Guybrush neer met zijn zwaard. Daarna ontvoert LeChuck Elaine en overtuigt haar om zijn demonische bruid te worden.
Elaine zoekt samen met Guybrush, die als geest "ontsnapt" is uit het hiernamaals, een manier om LeChuck te vernietigen.

### Monkey Island 6: Return to Monkey Island
Elaine is niet langer gouverneur. Ze zet zich nu in voor een campagne ter bestrijding van schurft. Ze is de moeder van Boybrush Threepwood.